# Marvano
Mark Van Oppen (conocido por el alias Marvano) es un dibujante de cómic belga, nacido en 1953 en Zolder (Bélgica). Mark trabajó, durante 10 años, como arquitecto de interior y se apasionó por la ciencia ficción, ilustrando para la revista holandesa Orbit. También ilustró para las Ediciones Heyne, en Alemania, Meulenhoff y los Países Bajos.

## Biografía
En 1982, abandonó la arquitectura y se convirtió en redactor jefe durante 4 años de Kuijfe, la versión holandesa del semanario Tintín. Después dirigió el departamento de cómic de la prestigiosa editorial De Gulden Engel. Al mismo tiempo, publicó sus primeros cómics: historietas cortas dentro de números especiales de Tintin y en el trimestral Robbedoes, hermano holandés de Spirou.
En 1988, entusiasmado por una novela de anticipación del estadounidense Joe Haldeman, le propone adaptarla al cómic . Es La Guerra Interminable publicada en las ediciones Dupuis, dentro de la colección Trazo libre. Después, en 1990 publicó Solitaire, en colaboración con Bob Van Laerhoven y las ediciones Lombard, Red Knight, con Ronald Grossey y en 1994, Les Sept Nains de nuevo dentro de la colección Trazo Libre de Dupuis.
En coleaboración con Jean Annestay y Marcel Rouffa, Marvano publicó en las Ediciones Dupuis la serie Rourke, basada en los relatos de Paul Loup Sulitzer.
En septiembre de 1996, Marvano creó con Joe Haldeman una nueva serie de ciencia ficción: Dallas Barr, adaptación del relato Inmortalidad en Venta. Ediciones Lombard lo reeditó en el 2004.
Por fin en marzo de 2002, reanudó la saga de la guerra interminable con una nueva serie: Libre a jamais en la editorial Dargaud, adaptación de Libertad eterna de Joe Haldeman.
- Datos: Q3082956
- Multimedia: Marvano / Q3082956